# Bierut-Dekrete
Bierut-Dekrete ist eine von Vertretern der deutschen Vertriebenenverbände geprägte Bezeichnung für die von der polnischen Regierung 1945 und 1946 erlassenen Dekrete, Verordnungen und Gesetze, die Eigentums- und bürgerliche Rechte der aus Ostpreußen, Pommern, Schlesien und Ost-Brandenburg vertriebenen Deutschen sowie der Volksdeutschen aus dem Gebiet Polens in den  Grenzen vor dem 1. September 1939 aufgehoben haben.
Benannt wurden sie – offenkundig in Anlehnung an die tschechoslowakischen Beneš-Dekrete – nach Bolesław Bierut. Kursierte der Begriff lange Zeit nur in der Vertriebenenpresse, wurde die Bezeichnung später auch von Tageszeitungen übernommen. In der Geschichtswissenschaft ist der Begriff hingegen nicht gebräuchlich.
Bei den „Bierut-Dekreten“ ist zu unterscheiden zwischen denjenigen Bestimmungen, welche die 1945 unter polnische Verwaltung gekommenen Oder-Neiße-Gebiete betrafen, und denjenigen, die aus Warschauer Sicht die rechtliche Grundlage für die Enteignung und Vertreibung der Angehörigen der deutschen Minderheit in der Zweiten Polnischen Republik schufen.
In Polen ist der Begriff nicht gebräuchlich. Wohl ist der Begriff im Singular („Dekret Bieruts“) verbreitet, er bezeichnet das Dekret vom 25. Oktober 1945 „über das Eigentum an und die Nutzung von Grundstücken auf dem Gebiet der Hauptstadt Warschau“, das Gegenstand zahlreicher Kontroversen über die Reprivatisierung nach der politischen Revolution und Reform 1989/90 wurde.

## Bestimmungen zur Vertreibung der deutschen Minderheit
Das Dekret und Gesetz „über die Ausstoßung feindlicher Elemente aus der polnischen Volksgemeinschaft“ von 1945 sowie das Dekret vom 13. September 1946 über den „Ausschluss von Personen deutscher Nationalität aus der polnischen Volksgemeinschaft“ betraf die deutsche Minderheit in der Zweiten Polnischen Republik. Sie verloren somit kollektiv ohne Einzelfallprüfung die polnische Staatsangehörigkeit.

## Bestimmungen zur Vertreibung der Reichsdeutschen
Da die Bewohner der Oder-Neiße-Gebiete nie polnische Staatsbürger gewesen waren, gab es keine Notwendigkeit für ein Ausbürgerungsgesetz. Das „Gesetz vom 6. Mai 1945 über das verlassene und aufgegebene Vermögen“ sowie das „Dekret vom 8. März 1946 über das verlassene und ehemals deutsche Vermögen“, welche die unter polnische Verwaltung gekommenen Ostgebiete betrafen, gingen von der Prämisse aus, das Vermögen sei von der deutschen Bevölkerung „verlassen“ bzw. „aufgegeben“ worden, bedeuteten aber de facto die Enteignung der von dort vertriebenen Deutschen, deren Rückkehr nach Ende der Kampfhandlungen von der Roten Armee und polnischen Truppen verhindert wurde. Die Vertreibung war nach Auffassung sämtlicher deutscher Bundesregierungen völkerrechtswidrig.
Nach polnischer Rechtsauffassung hat die Potsdamer Konferenz (17. Juli – 2. August 1945) den Übergang der Oder-Neiße-Gebiete in den Bestand der Republik Polen rechtlich sanktioniert. Deutsche Rechtsexperten wiesen darauf hin, dass selbst nach dieser Rechtsauffassung ein Teil der Dekrete keinerlei rechtliche Grundlage hatte, da sie in den Monaten zuvor erlassen worden seien. Inhaltlich bekräftigen und ergänzen die Gesetze und Dekrete von 1946 die Rechtsakte aus der ersten Jahreshälfte 1945.

## Dekrete im Einzelnen
- Dekret des Ministerrats vom 28. Februar 1945 über den Ausschluss feindlicher Elemente aus der polnischen Volksgemeinschaft.
- Gesetz vom 6. Mai 1945 über die Ausstoßung feindlicher Elemente aus der polnischen Gemeinschaft.
- Gesetz vom 6. Mai 1945 über das verlassene und aufgegebene Vermögen.
- Gesetz vom 3. Januar 1946 betreffend der Übernahme der Grundzweige der nationalen Wirtschaft in das Eigentum des Staates.
- Dekret vom 8. März 1946 über das verlassene und ehemals deutsche Vermögen.
- Verordnung des Ministers für die wiedergewonnenen Gebiete vom 24. März 1946 über die Durchführung einer Erfassung des ehemals deutschen beweglichen Eigentums.
- Dekret vom 13. September 1946 über die Ausstoßung von Personen deutscher Nationalität aus der polnischen Volksgemeinschaft

## Kontroverse des Jahres 2002
Der bayerische Ministerpräsident Edmund Stoiber, Kanzlerkandidat von CDU und CSU bei der Bundestagswahl 2002, forderte im Wahlkampf wiederholt von Warschau die Aufhebung der „Bierut-Dekrete“, die nach seinen Worten nicht „mit der europäischen Rechtsordnung vereinbar“ sind. Die Äußerungen Stoibers riefen in Polen Unruhe hervor. Der polnische Historiker Włodzimierz Borodziej wies daraufhin nach, dass die umstrittenen Dekrete bereits „seit langem erloschen“ seien, sie also nicht mehr angewandt würden. Doch behielten die aufgrund der Dekrete vorgenommenen Verwaltungsakte ihre Gültigkeit. 2008 erklärte sich der Europäische Gerichtshof für Menschenrechte unzuständig für die Anträge auf deren Aufhebung und sanktionierte somit die Folgen der Dekrete.